# Vasil Kiryjenka
Vasil Vasiljevitj Kiryjenka (hviderussisk: Васі́ль Васі́левіч Кірые́нка ; russisk: Васи́лий Васи́льевич Кирие́нко russisk: Vasilij Vasiljevitj Kirijenko ; født 28. juni 1981 i Retjitsa, Hviderussiske SSR, Sovjetunionen) er en tidligere hviderussisk professionel landevejsrytter.
I 2015 blev han verdensmester i enkeltstart.
Han stoppede i januar 2020 karrieren på grund af hjerteproblemer.

## Meritter
2002
 National mester i enkeltstart
2005
 National mester i enkeltstart
Giro del Casentino
Coppa della Pace
3. etape, Giro della Toscana
2006
 National mester i enkeltstart
2. plads samlet og etapesejr, Scandinavian Week
6. etape, Course de la Solidarité Olympique
Bronze, VM i banecykling, pointløb
2007
3. etape, Ster Elektrotoer
5. etape, Vuelta a Burgos
2 plads samlet, Étoile de Bessèges
2008
Guld, VM i banecykling, pointløb
19. etape, Giro d'Italia
2. plads samlet, Ster Elektrotoer
2011
Samlet, Route du Sud
20. etape, Giro d'Italia
2. plads samlet og pointtrøje, Critérium International
2. etape, Baskerlandet Rundt
2012
Bronze, VM i landevejscykling, enkeltstart
2013
18. etape, Vuelta a España
2014
3. plads samlet, Bayern-Rundfahrt
2015
14. etape, Giro d'Italia
 National mester i enkeltstart
 Verdensmester i enkeltstart
Chrono des Nations
2016
Chrono des Nations
2018
 National mester i enkeltstart